# 綠豆 (媒體)
綠豆（英語：Green Bean Media），是一個由移民英國的香港前記者成立的獨立媒體。
截至2022年10月，绿豆共累積二千多名每月付費訂戶；而绿豆的YouTube频道，截至同年11月共獲得13萬人訂閱，總瀏覽量達300萬次，當中六成的觀眾身在香港，四成在英國，另有部分身處美国、加拿大。

## 歷史
2022年7月，十多名移民英國的前香港電台《鏗鏘集》製作團隊的記者與製作人集資數十萬港元，在英國成立海外港人的網上獨立媒體《綠豆》。取名「綠豆」是「寓意即使大樹倒下，甚或被連根拔起，但種子仍會散落四周；只要有水和空氣，繼續拼命呼吸，種子就會再萌芽，茁壯成長。」

## 節目
- 《英國這邊事》：英國一週新聞摘要
- 《記‧香港人》：人物訪談節目[2]
- 《兩邊走走》：探討香港英國兩地熱話[2]
- 《破土》：文字和漫畫專欄[2]

## 获奖
2023年10月，綠豆憑作品「《兩邊走走》第22集：中國反清零示威」入圍「2023年威尼斯電視節」新聞報導優異獎。
2024年10月，綠豆「記．香港人」系列《獄中信——鄒幸彤》入圍第61屆金馬獎「最佳紀錄短片」提名。

## 影響
有傳媒研究學者指出「這些僑民媒體某程度填補了香港本地媒體審查日增下，採訪不了的故事、反映不了的批判聲音。」

## 外部連結
- 官方网站
- YouTube上的綠豆頻道